# Xysticus caucasius
Xysticus caucasius es una especie de araña cangrejo del género Xysticus, orden Araneae. Fue descrita científicamente por L. Koch en 1878.

## Distribución geográfica
Se distribuye por Georgia.